# Bram van Kerkhof

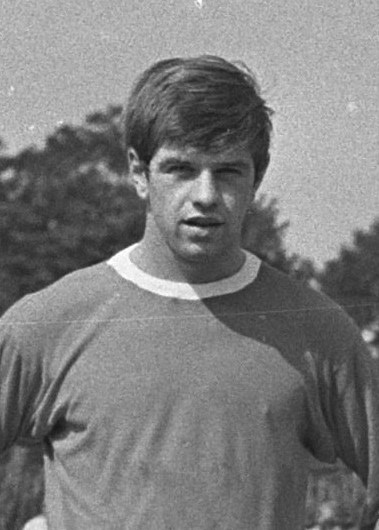
Bram van Kerkhof in 1968

Marinus "Bram" van Kerkhof (Elden, 1 november 1948) is een Nederlands voetballer.
Hij maakte op 18-jarige leeftijd zijn debuut in de Nederlandse profvoetbal bij Vitesse Arnhem. Hij scoorde veel als middenvelder en trok de aandacht van veel ploegen. In 1973 werd hij getransfereerd naar KAA Gent en werd hij een van de eerste Nederlandse profs die in België zou gaan voetballen. Eén jaar later vroeg Han Grijzenhout, de toenmalige trainer van Cercle Brugge, hem als opvolger voor de getransfereerde Benny Nielsen. Van Kerkhof zou elf seizoenen bij Cercle Brugge blijven, goed voor 339 wedstrijden en 14 doelpunten. Daarna bolde hij nog uit bij KV Oostende en FC Knokke.